# Suovetaurilia

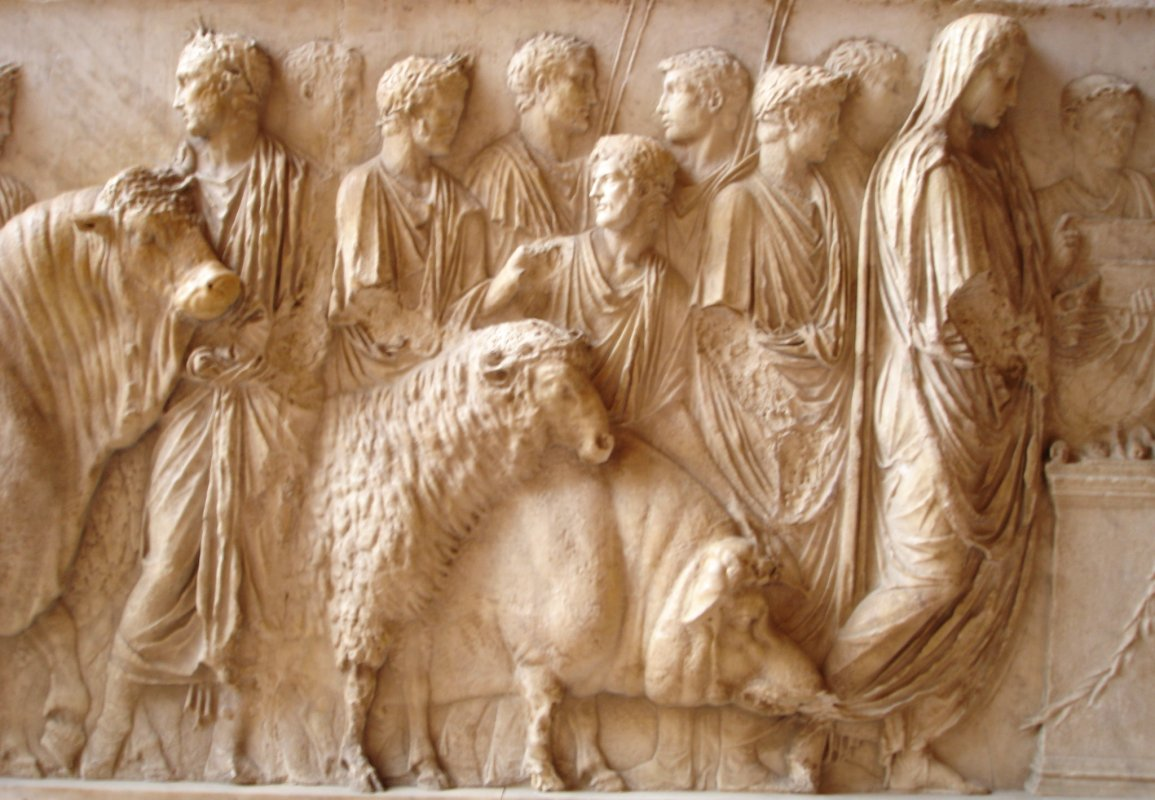
Suovetaurile - Romeins bas-reliëf

Een suovetaurilia (< sus, ovis, taurus) was een zuiveringsoffer van een varkensbeer (sus), een schaap (ovis) en een stier (taurus) in de Romeinse religie. Men trok driemaal plechtig rond de te zuiveren zaak, waarna men hen de keel doorsneed.
Een suovetaurilia kwam vooral voor bij een lustratio en was net zoals een lustratio (secundair) gewijd aan Mars. Ook speciale vormen van een lustratio, zoals het armilustrium, werden vergezeld van een suovetaurilia. Bij het afsluiten van een census werd ook een vorm van een lustratio, het lustrum, gehouden met een suovetaurilia. Ook tijdens de Ambarvalia werd een suovetaurilia geofferd.
In Nederland werd tijdens opgravingen onder de Grote Kerk van Elst in een kuil drie schedels van offerdieren aangetroffen, benevens de resten van twee Gallo-Romeinse tempels. Daar het hier de schedels betrof van een varken, een schaap en een stier, kon hij vaststellen dat er ter plaatse een lustratio, ofwel een reinigingsplechtigheid had plaatsgevonden, waarschijnlijk om het terrein te zuiveren waar de tempelbouw zou plaatsvinden. De oudste tempel van Elst werd verwoest tijdens de opstand der Bataven (69 - 70). Kort na het sluiten van de vrede werd op dezelfde plek een tweede, grotere tempel gebouwd. Maar voor men daaraan kon beginnen, moest de plek van de onheilige brandstichting worden gezuiverd. Daarvoor werden de offerdieren gebruikt, waarvan de schedels na de plechtigheid in een kuil werden geworpen.